# Ange dans l'art

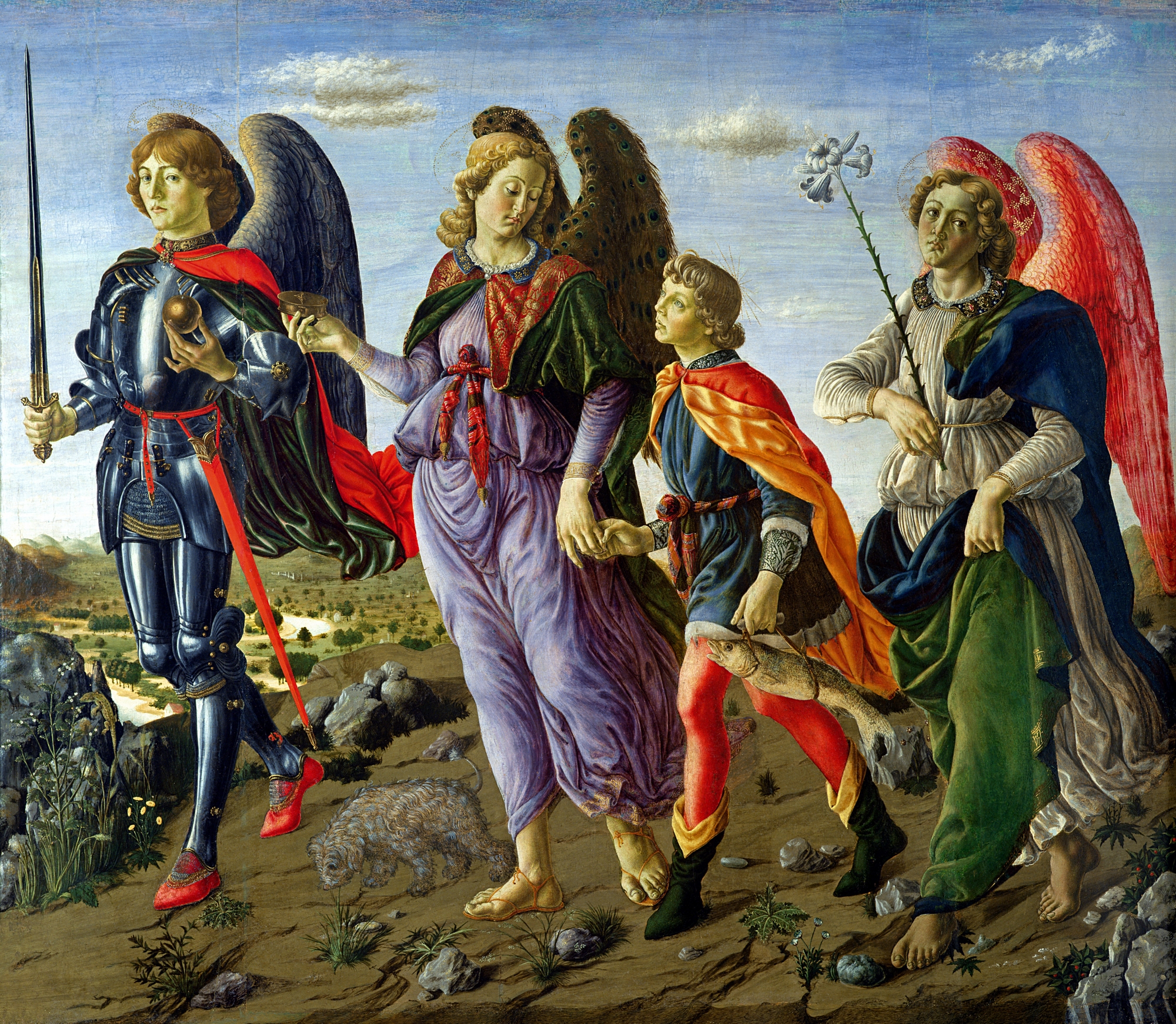
Cortège d'archanges accompagnant Tobie, par Botticini.

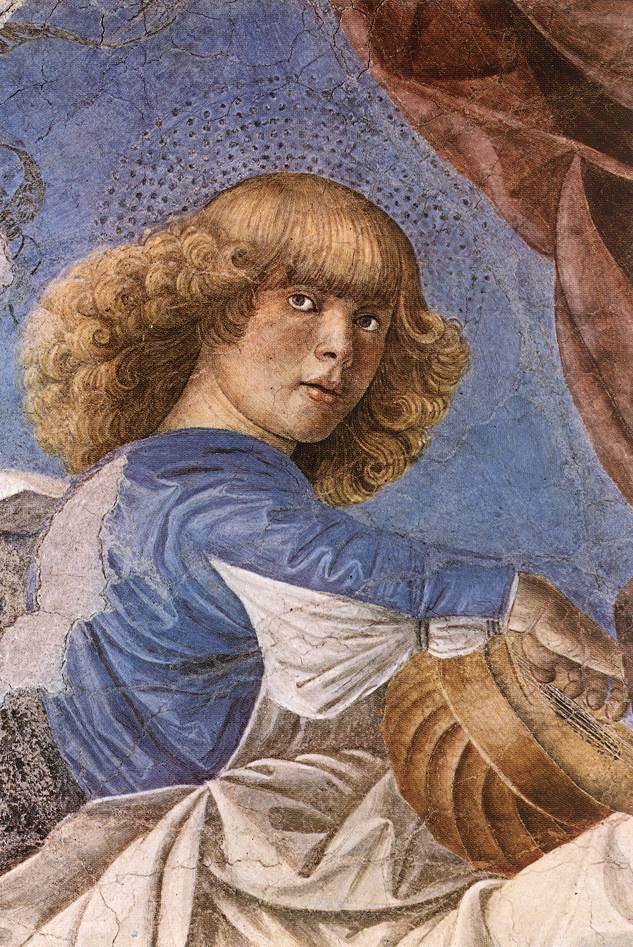
Peinture : l'un des « Anges musiciens » de Melozzo de Forli.

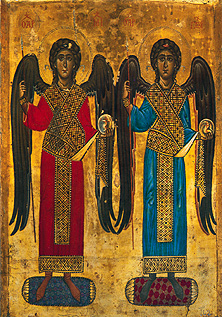
Culture orthodoxe : archanges d'icône.

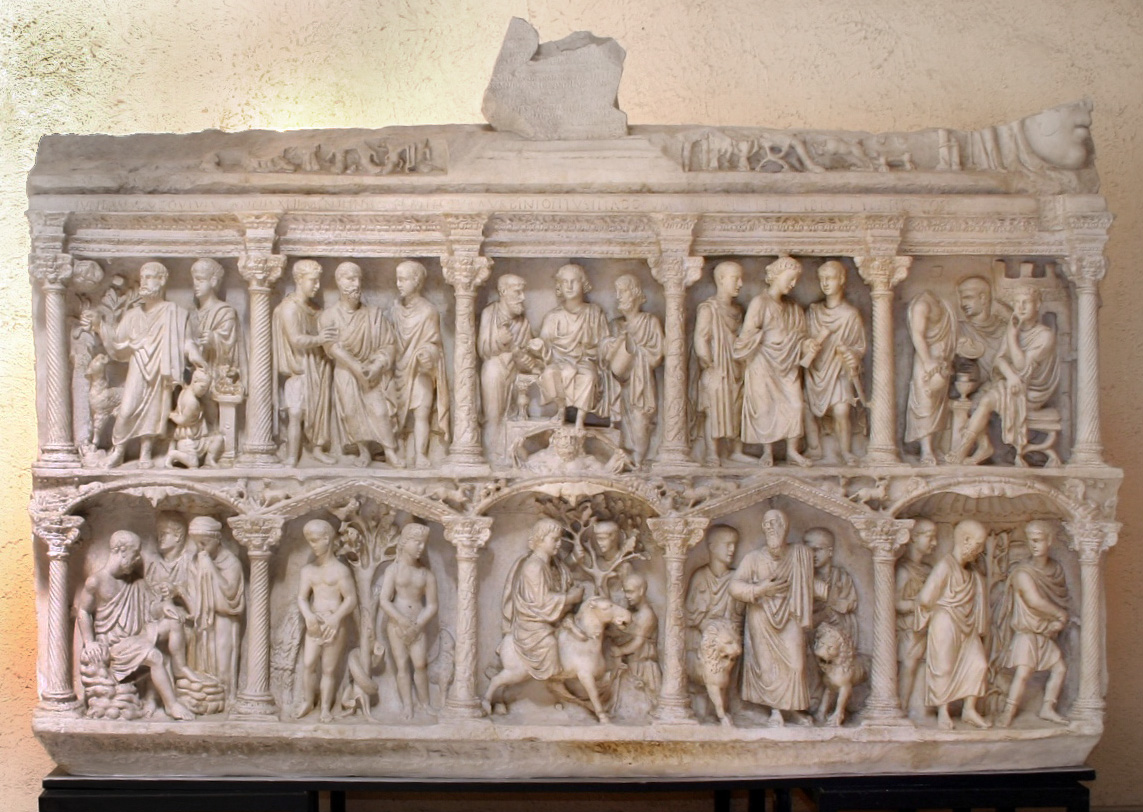
Epoque romaine : Sarcophage de Junius Bassus, préfet de Rome, mort le.

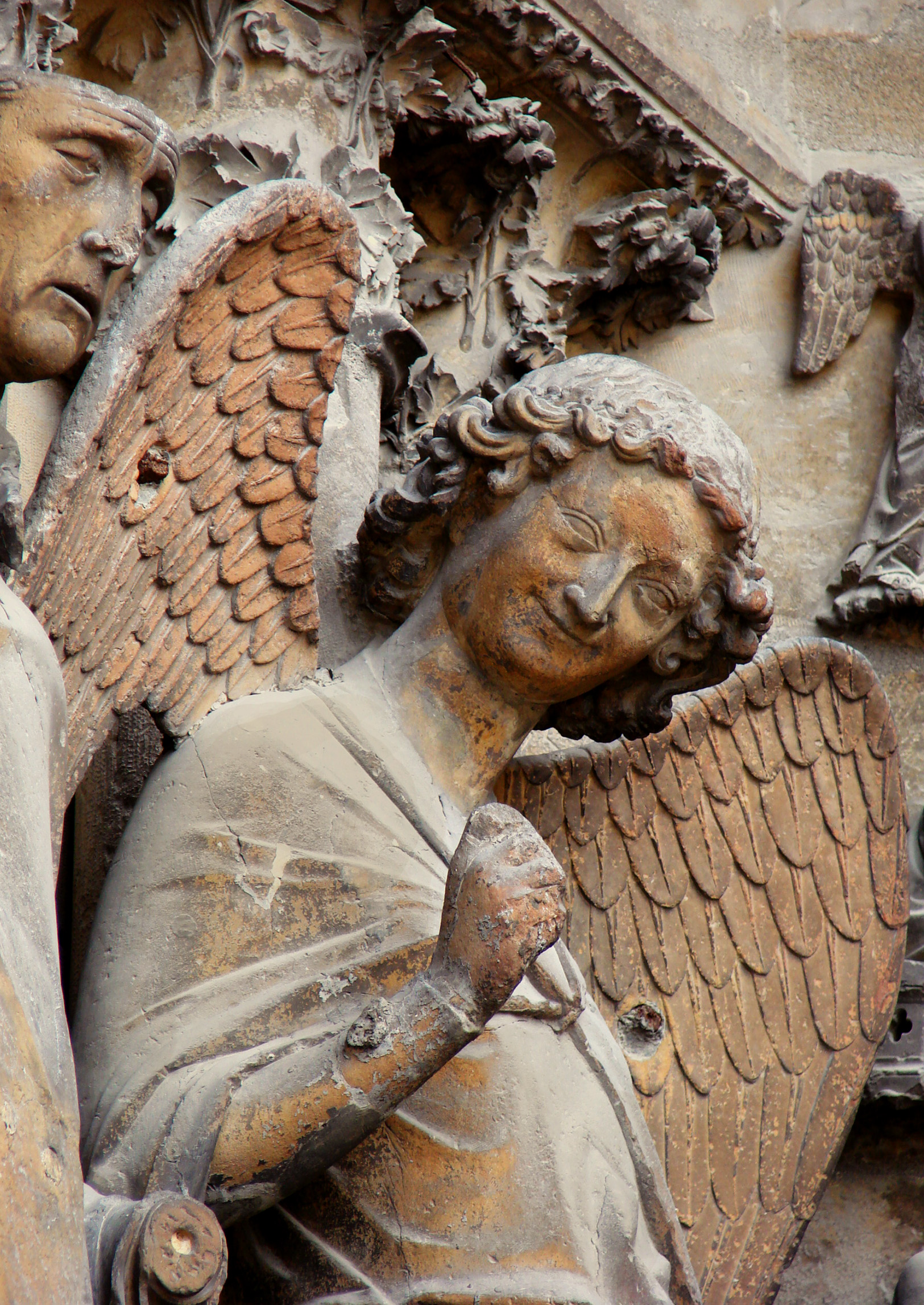
Moyen Âge - Sculpture : L'Ange au Sourire de Reims.

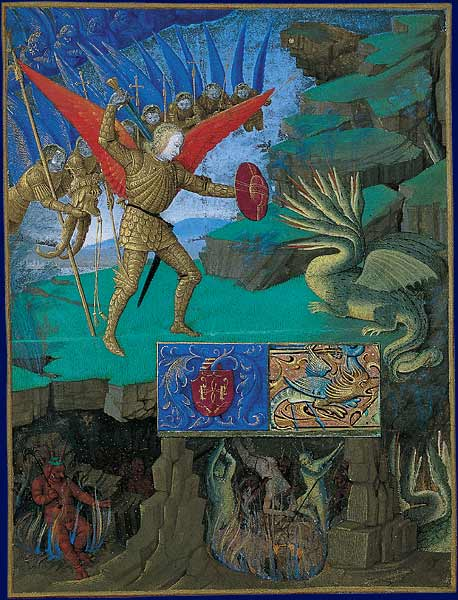
Moyen Âge - miniature du Livre d'heures d'Étienne Chevalier : saint Michel et le dragon.

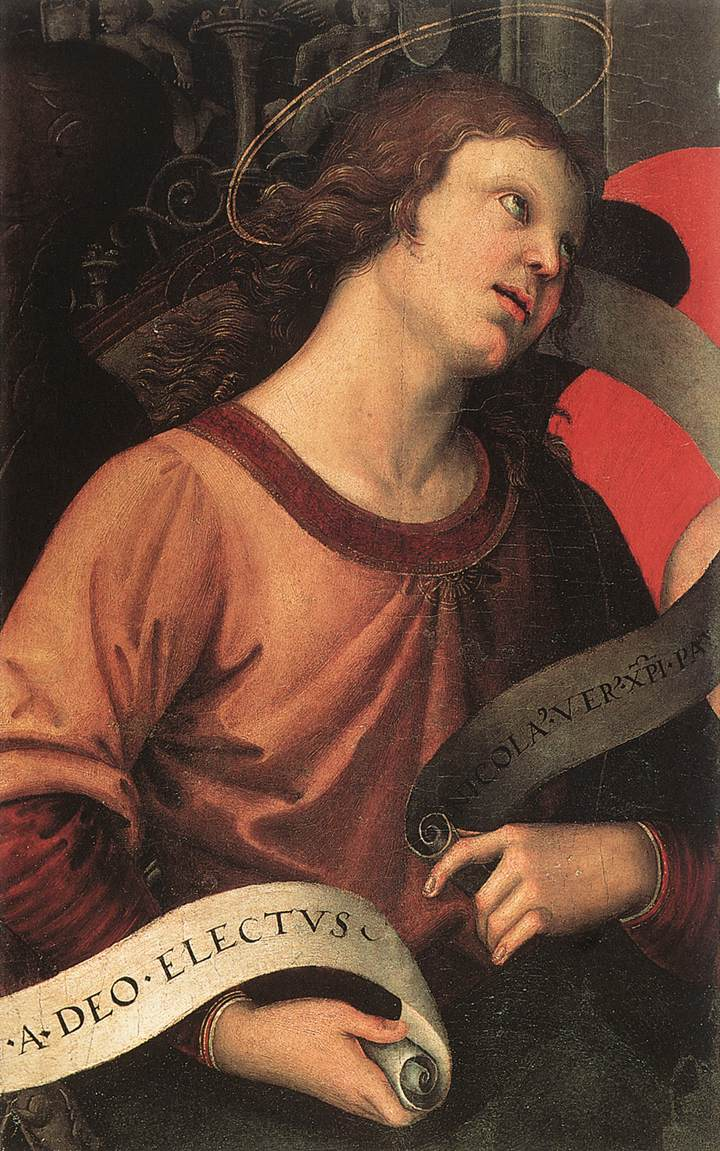
Renaissance italienne - Peinture : Ange porteur du phylactère chez Raphaël.

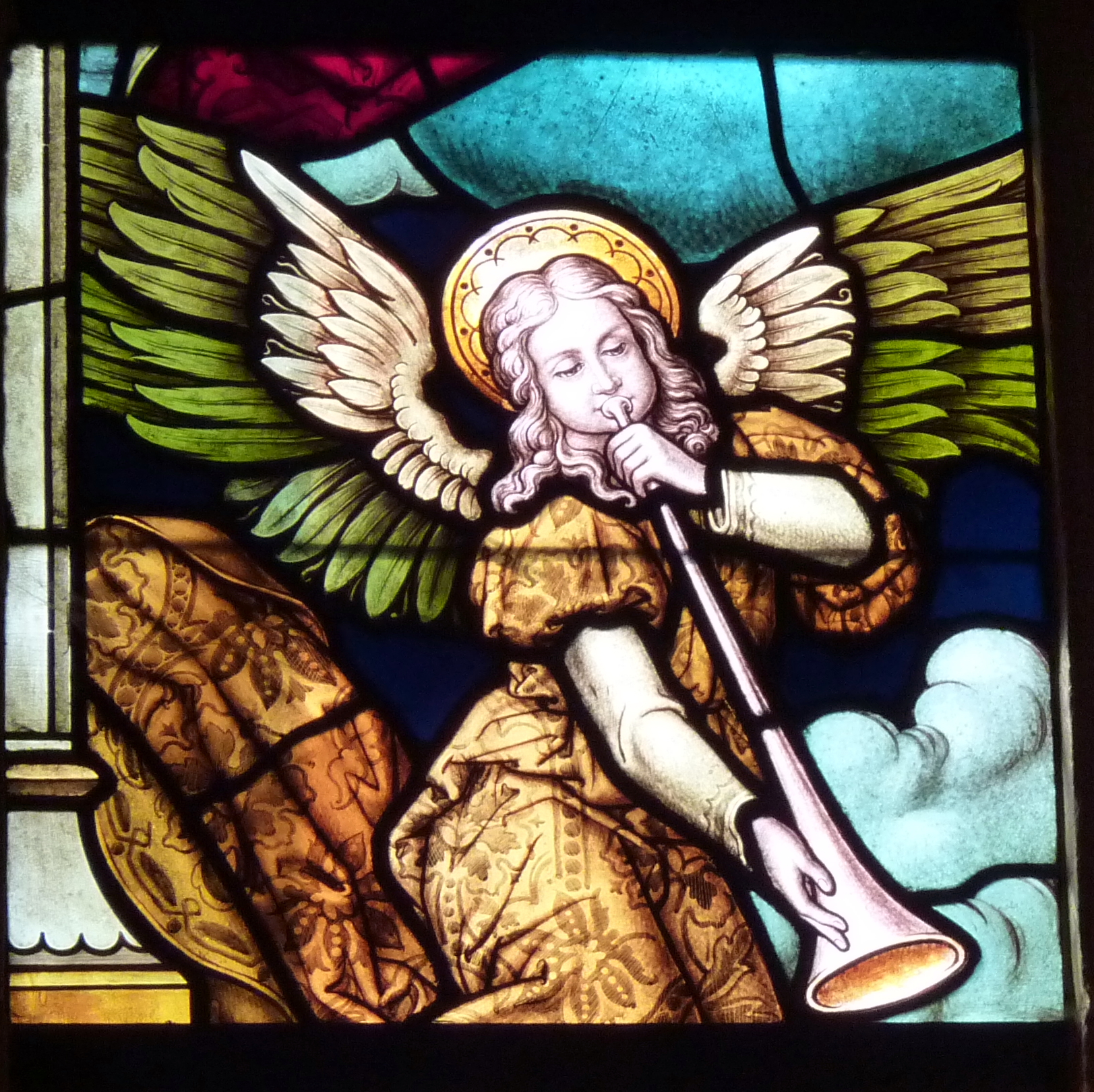
Vitrail : Ange musicien.

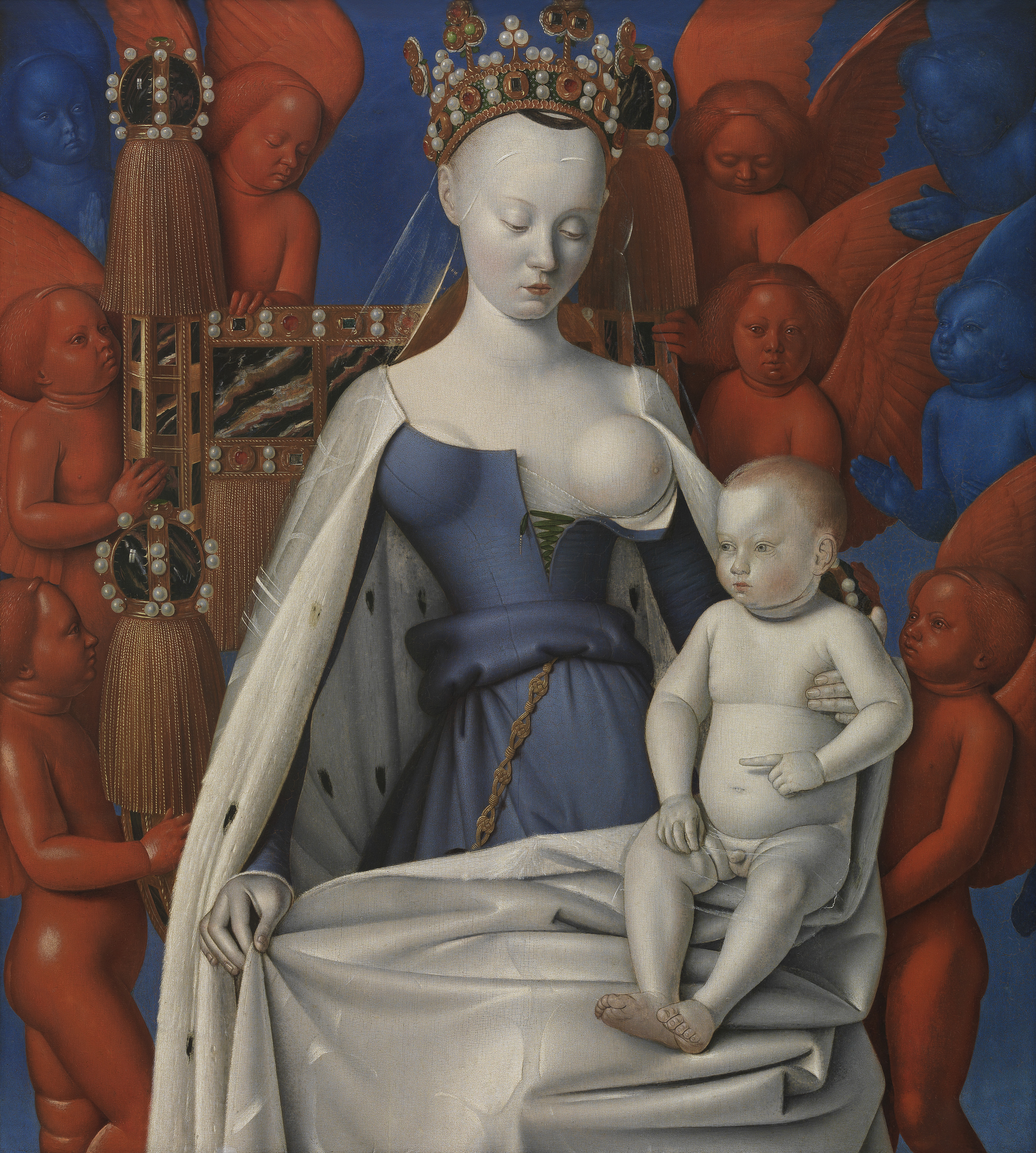
Fond d'anges chez Fouquet, Diptyque de Melun.

L’ange dans l'art veut recenser les origines et les différentes variantes de l'utilisation de la représentation de la figure tutélaire de l'ange dans les arts figuratifs en particulier l'art chrétien dans ses différentes formes d'expression : les tableaux retables (souvent polyptyques), les fresques, les sculptures, les vitraux, les mosaïques.
En Occident des peintres comme Fra Angelico, Giotto, Memling ou Van Eyck se sont rendus célèbres dans ce domaine, tout comme Andrei Roublev et la tradition des icônes dans l'orthodoxie, la série des « Anges musiciens » de Melozzo de Forli, ou encore l'ange de L'Extase de sainte Thérèse par Le Bernin. La ville de Rome compte également le pont Saint-Ange, consacré à ce thème.

## Histoire
On trouve plusieurs représentations de personnages ailés dans l'art grec, mésopotamien ou étrusque qui ont probablement inspiré les cultures artistiques postérieures, en particulier les judaïque (récits de l'Ancien Testament) et chrétienne (s'appuyant sur les Évangiles), soit byzantine et catholique romaine (arts sacrés validés par l'église catholique romaine et les écrits servant de base aux iconographies comme La Légende dorée de Jacques de Voragine).
La figure de l'ange, réitérée dans ces représentations plusieurs fois séculaires, se retrouve dans les arts visuels contemporains comme le cinéma, la bande dessinée, le jeu vidéo…

## Attributs
Si la présence d'ailes à un personnage anthropomorphe semblable à l'homme semble évidente, d'autres détails iconographiques permettent de le reconnaître, voire de le classer, car il existe plusieurs sortes d'anges, une hiérarchie même allant de la figure cachée de Dieu (saint Michel archange et l'ange opposé à Jacob) à l'ange déchu (Lucifer) tout aussi important dans le sens sacré, équilibrant par ses extrêmes, le Bien et le Mal. Si le Coran invoque des anges dans ses écrits, il ne permet pas la représentation picturale figurative.
Souvent figure complémentaire permettant de placer la scène représentée dans les cieux, après la mort, il intervient quelquefois en scène comme protagoniste principal (Anges musiciens, Annonciateur, combattant Satan),

## Dans l'art chrétien
Comme les anges ne sont pas définis comme de purs esprits dans la Bible, leur type iconographique dans l'art paléochrétien n'est pas fixé avant le milieu du Ve siècle. L'iconographie des anges s'inspire initialement des figures mi-humaines mi-animales des mythologies assyriennes et babyloniennes (tels les chérubins et les taureaux ailés de Ninive) puis progressivement de figures idéalisées de divinités gréco-romaines : les anges ailés de l'art chrétien procèdent notamment de la Niké grecque et de la Victoire romaine, les angelots des petits Éros ou Cupidons païens.
La première image chrétienne d'un ange que nous connaissions se trouve dans le Cubicolo dell'Annunziazione dans la Catacombe de Priscille ; datée du milieu du IIIe siècle, elle est sans ailes. Des représentations d'anges sur des sarcophages et sur des objets comme des lampes et des reliquaires de cette période les montrent également sans ailes, comme l'ange dans la scène du Sacrifice d'Isaac sur le sarcophage de Junius Bassus.
La plus ancienne représentation connue d'anges avec des ailes se voit sur ce qu'on appelle le « Sarcophage du Prince » découvert à Sarigüzel, près d'Istanbul dans les années 1930, et attribuée à l'époque de Théodose Ier (379-395).
Dans cette même période, saint Jean Chrysostome a expliqué ce que signifient les ailes des anges : « Ils manifestent le caractère sublime de leur nature. C'est pourquoi Gabriel est représenté avec des ailes. Non que les anges aient des ailes, mais vous savez peut-être qu'ils quittent les hauteurs célestes où ils résident pour se rapprocher de la nature humaine. Par conséquent, les ailes attribuées à ces puissances n'ont pas d'autre intention que d'indiquer la sublimité de leur nature. »
À partir de ce moment-là, avec quelques exceptions bien sûr, l'art chrétien a représenté les anges avec des ailes, comme dans le cycle de mosaïques de la Basilique Sainte-Marie-Majeure (432-440). Les anges multiailés, qui ne montrent souvent que leur visage et leurs ailes, et qui appartiennent aux chœurs des anges les plus élevés, en particulier les chérubins et les séraphins, sont issus de l'art persan, et ne sont montrés en général que dans des contextes célestes, par opposition à l'exécution de tâches sur la terre. Ils apparaissent souvent dans les pendentifs de coupoles d'églises.
Les anges, qui étaient présentés comme des sortes de soldats de Dieu, en particulier l'archange Michel, ont été peu à peu montrés avec l'uniforme militaire de l'Antiquité tardive. Ce pouvait être soit la tenue normale, avec une jupe descendant à peu près aux genoux, une cuirasse pectorale d'armure et des ptéruges, mais souvent aussi l'uniforme particulier du garde du corps de l'empereur byzantin, avec une longue tunique et le loros, un long pallium couvert d'or et de joyaux réservé à la famille impériale et à ses gardes les plus proches. La tenue militaire de base a été encore portée dans les peintures jusqu'à la période baroque et au-delà en Occident (voir la peinture de Reni ci-dessous), et jusqu'à nos jours dans les icônes de l'Orient orthodoxe. D'autres anges ont fini par être représentés de façon conventionnelle avec des robes longues, et au cours du Moyen Âge tardif ils portent souvent les vêtements sacerdotaux d'un diacre, une chape sur une dalmatique, en particulier Gabriel dans les scènes de l'Annonciation — par exemple l'Annonciation de Jan van Eyck à Washington.
Quelques exemples notables :
- la transverbération de sainte Thérèse de Gian Lorenzo Bernini (en sculpture) ;
- les Annonciations dues à nombreux artistes ;
- les Archanges de Sopó ;
- l'Ange arquebusier (es) et les anges d'Amérique latine avec des armes à feu.

### Typologie des personnages ailés

#### Mythologie
- Amour (Éros grec), armé d'un arc et de flèches
- Vanth, divinité étrusque
- Diverses divinités dont la déité est reconnaissable aux ailes qu'elles portent.

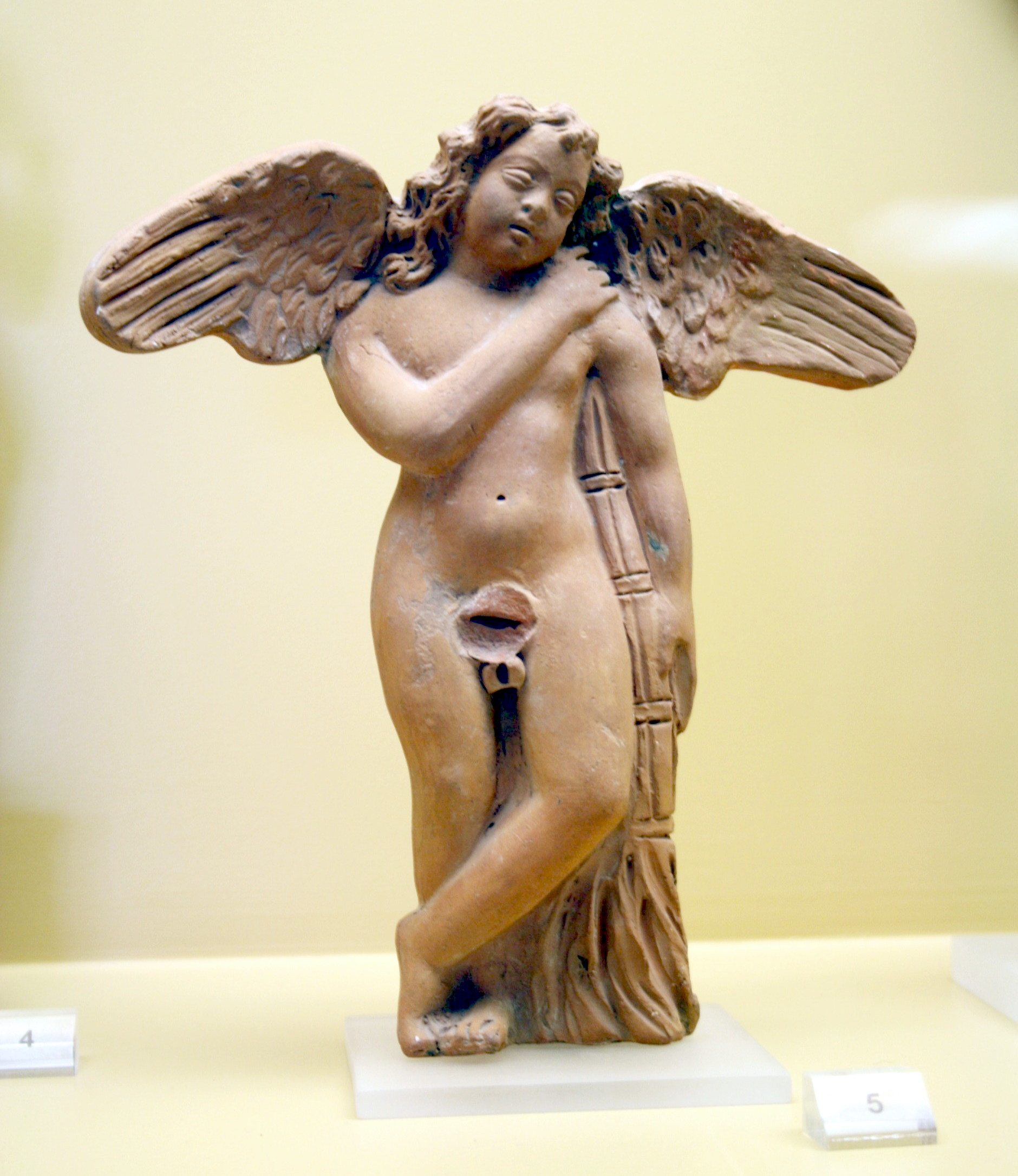
Mythologie grecque : Éros grec.
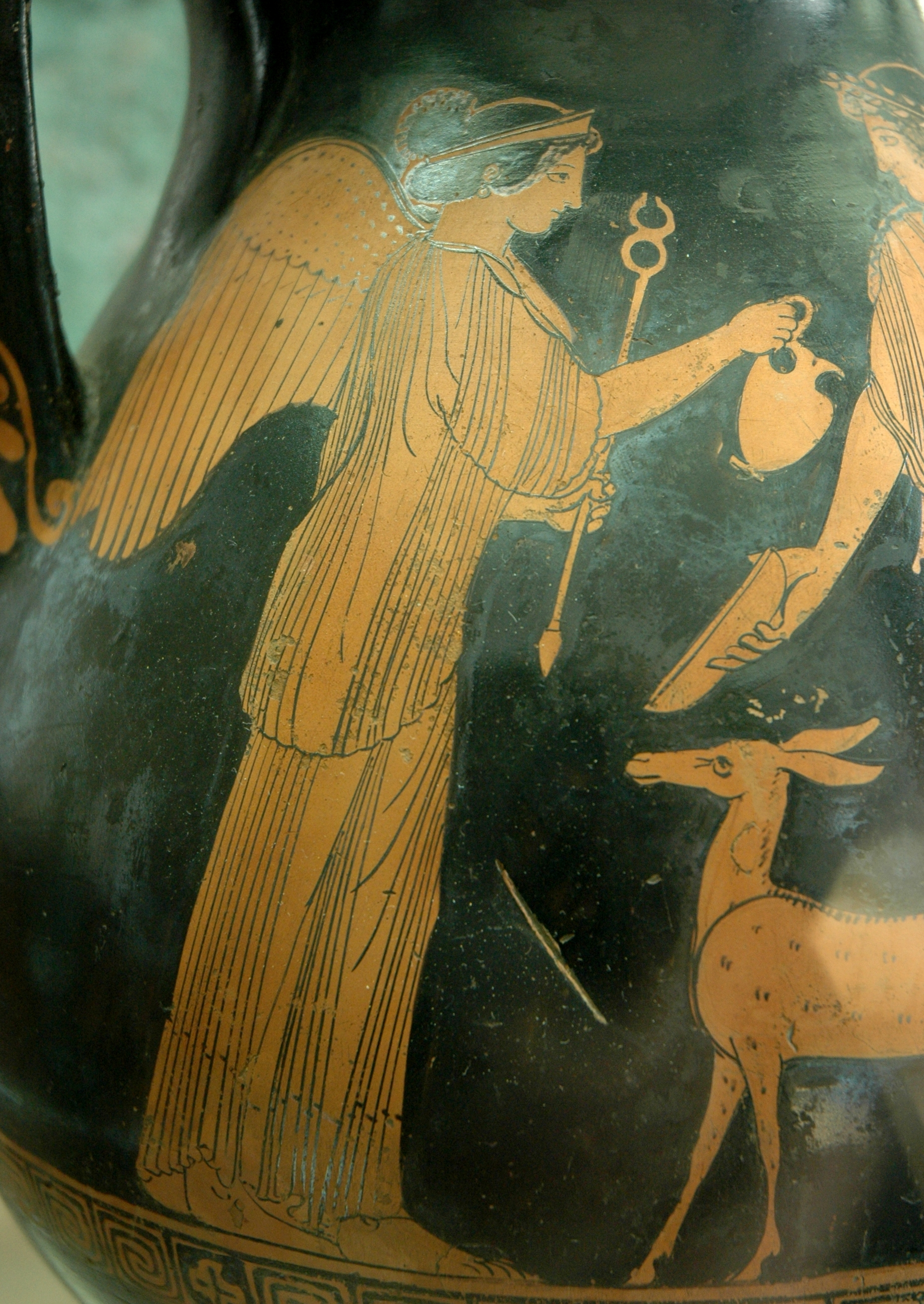
Femme ailée portant le caducée, poterie grecque.
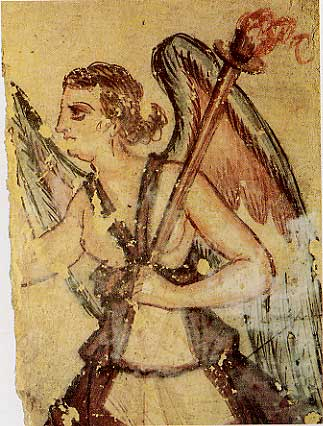
Mythologie étrusque : Vanth, fresque du tombeau des Anina, Tarquinia.

#### Culture biblique
- La milice céleste
  - L'archange : de l'Annonciation à Marie (Gabriel) ; armé combattant le Mal (Michel), symbolisé par un dragon ; accompagnant Tobie...
  - Le séraphin, portant une triple paire d'ailes, vu dans le ciel (stigmatisation de saint François d'Assise)
  - Le chérubin, portant une double paire d'ailes, vu souvent limité à sa tête entourée de ses quatre ailes (Le Pérugin)
  - Le putto pour les Italiens et d'usage systématique en sculptures baroque et rococo en bébé joufflu (Mantegna) ; peut être également limité à sa tête et à une paire d'ailes quand il décore la frise d'une mandorle, entourant la figure classique de Dieu le Père bénissant parmi les anges.
  - Barachiel : patron des anges gardiens
- Les anges déchus : Lucifer, Satan, nommé et représenté par le Diable ou le Dragon.

### Symboliques particulières
- L'Ange musicien, accompagnant le cortège céleste ou jouant de différents instruments : orgues, trompettes, violes
- L'Ange à l'échelle de José Joaquim da Rocha
- L'Ange à l'épée
- L'Ange peseur d'âmes
- Les putti, anges symbolisant l'amour à la Renaissance
- Les anges utilitaires :
  - Porteur de couronne au-dessus de la tête de la Vierge : 
    - La Vierge du chancelier Rolin (Jan van Eyck).
    - La Vierge de Lorette du Pérugin
    - La Madone du Magnificat de Botticelli

  - Tenant les tentures dans la Madonna del Parto (Piero della Francesca)
  - Lisant ou simplement porteur de phylactère : retable de Sansepolcro du Pérugin
  - Dessinant le(s) contour(s) de mandorle : 
    - Retable de Corciano du Pérugin
    - La Vierge en gloire et saints du Pérugin
    - Le retable de San Marco de Botticelli

  - Porteur du Livre
  - Tenant le calice recueillant le sang du Christ sur sa croix : retable Chigi du Pérugin

## Peintres usant du genre
- Les peintres d'icônes
- Jan Van Eyck : Anges musiciens
- Melozzo de Forlì : Anges musiciens
- Le Pérugin : Dieu le Père bénissant parmi les anges
- Raphaël : retable Baronci
- Andrea Mantegna : oculus de La Chambre des Époux
- Les peintres innombrables ayant réalisé des Annonciations : Piero della Francesca Léonard de Vinci, Botticelli, et surtout Fra Angelico, avec ses multiples peintures sur le thème,
- Luca Signorelli : Retable de Sant'Onofrio.

## Exemples typiques en mosaïque
- Mosaïque du Catholicon : Ange De l'Annonciation

## Exemples typiques en sculpture
- Le Bernin : L'Extase de sainte Thérèse

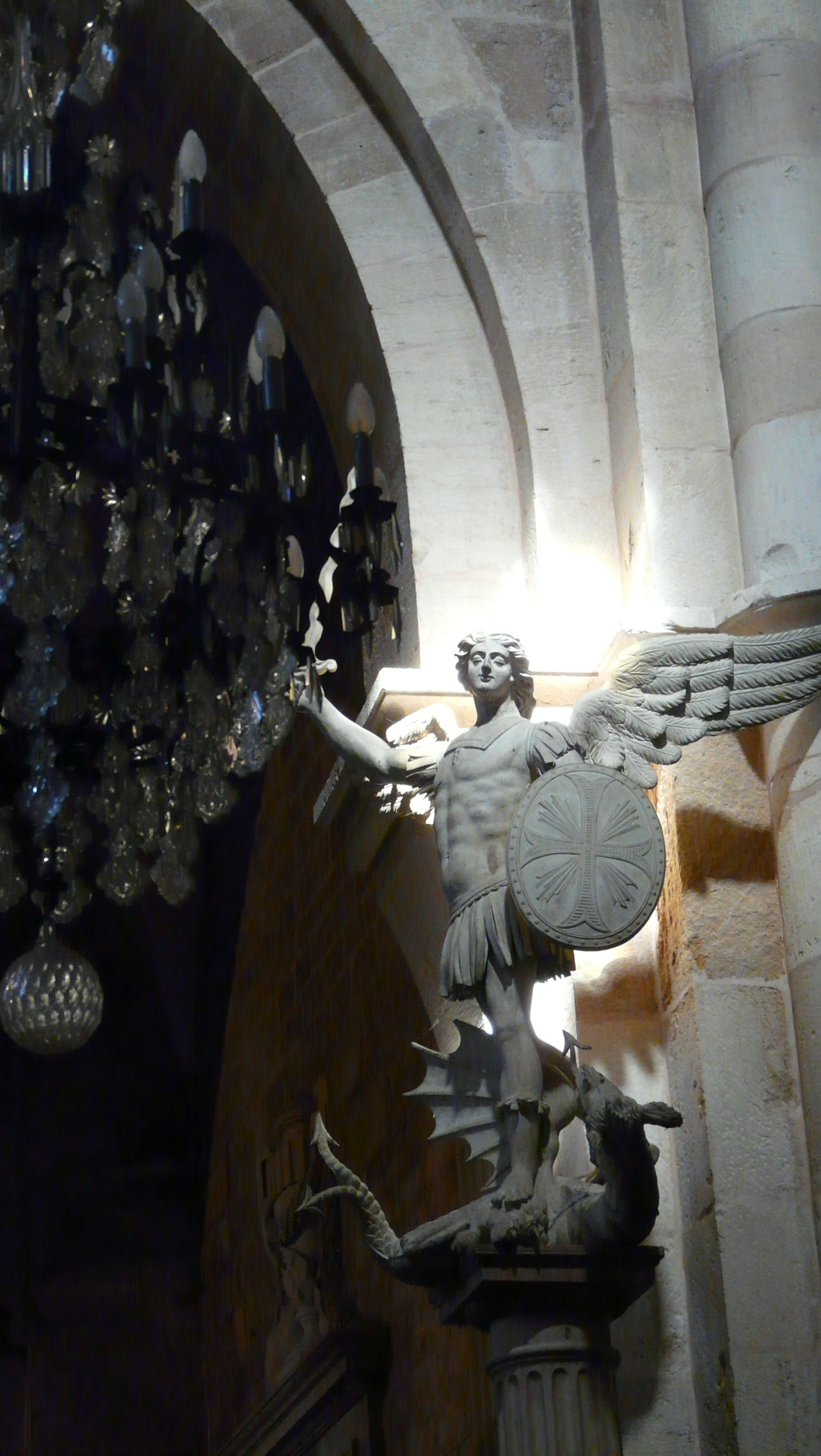
Représentation de Saint Michel en statue, Beaune, France.

- Francesco Mochi : Ange annonciateur et Marie annoncée (statues indépendantes)
- Musée de l'œuvre du Duomo de Florence : rapprochement entre deux œuvres disparates pour composer une Annonciation, un ange et une Marie
- Au Sacro Monte di Crea

## Exemples typiques en peinture
- Abbaye d'Ottobeuren : la tradition veut que les fresques de cette abbaye bénédictine comportent 365 anges et putti.